# Cathédrale Saints-Pierre-et-Paul-Apôtres de Legnica
Cette  cathédrale n’est pas la seule cathédrale Saint-Pierre-et-Saint-Paul.
La cathédrale des Saints-Pierre-et-Paul-Apôtres (en polonais : Katedra Świętych Apostołów Piotra i Pawła) est une cathédrale de l’Église catholique située place Katedralny à Legnica en Pologne.

## Historique et architecture
L'église Saints-Pierre-et-Paul (PiotraiPawła) de Legnica (cathédrale depuis 1992) est mentionnée pour la première fois en 1208. Elle a été détruite par le feu, probablement pendant le siège de la ville de 1241. Le bâtiment actuel a été érigé entre 1333 et 1380 ; 1378 voit l'achèvement de la construction de la tour nord. L’un des bâtisseurs fut le maçon Wiland, fils du constructeur homonyme de Wrocław, actif au XIIIe siècle. Au XVe siècle, furent érigées neuf chapelles latérales. En 1648, un incendie détruisit la plus grande partie du bâtiment et atteignit la structure de la nef centrale. Entre 1892 et 1894, l'église est restaurée en style néo-gothique, la tour sud est élevée, une partie des murs sud sont réédifiés et de nombreux éléments architecturaux sont modifiés. 
Le portail ouest, construit dans les années 1338-1341, est orné par une statue gothique de la Vierge à l'Enfant. Le portail nord présente la scène de l’Adoration des mages. Il y a aussi le pentaptique du XVe siècle avec sainte Anne trinitaire, sainte Edwige et les scènes de la Passion – seule et précieuse œuvre gothique du bâtiment, sise dans la chapelle nord de l’église. À l’intérieur, il y a de nombreuses épitaphes, une chaire Renaissance (1586 et 1588), un autel baroque, des fonts baptismaux en bronze en forme du calice gothique, les statues des Apôtres du XIVe siècle, la pierre tombale de duc de Legnica, Louis II de Brzeg et de sa femme Élisabeth de Brandebourg.

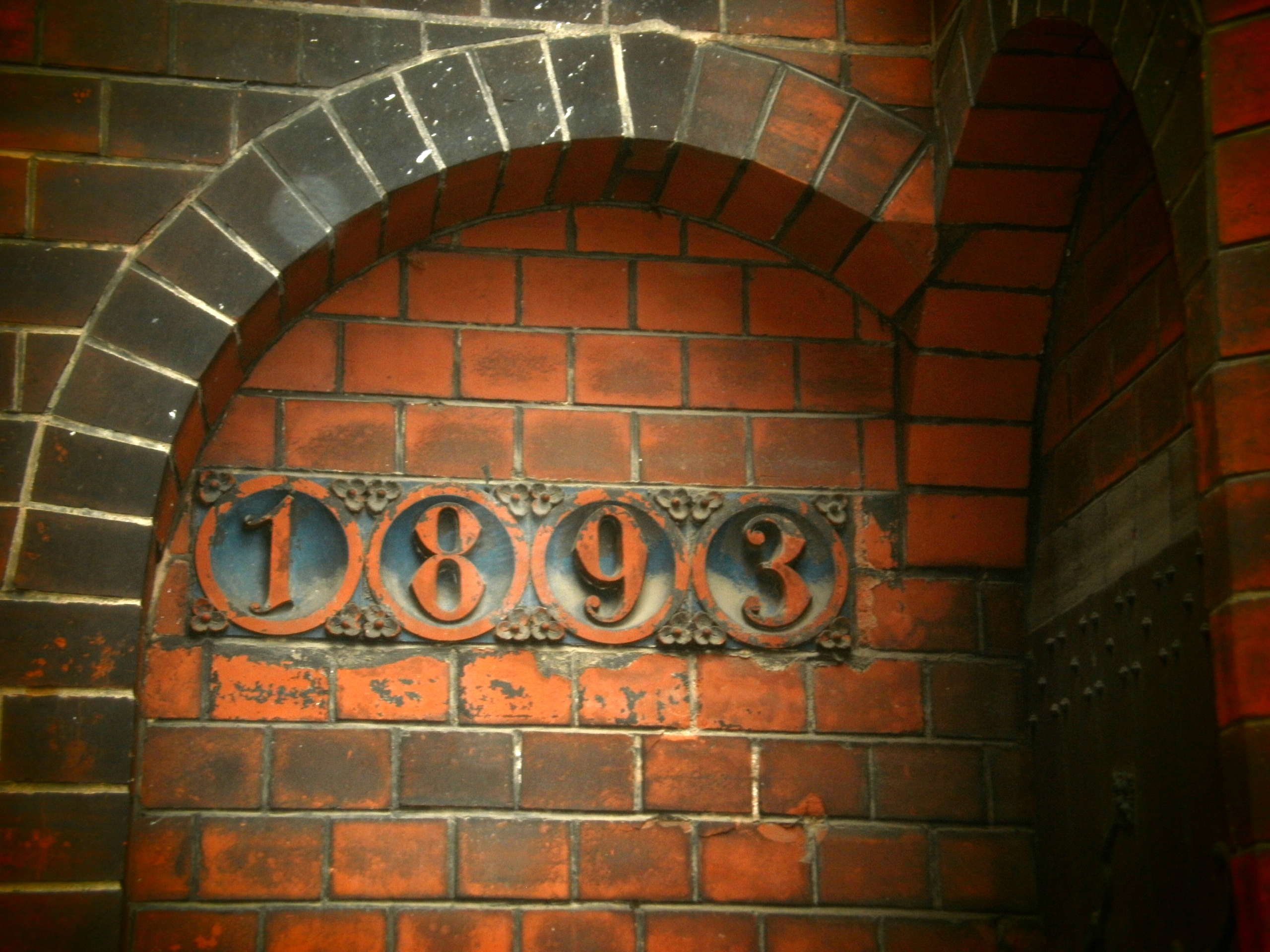
Date de la pose des premiers carillons dans la tour sud.

En 1645, on a enterré dans la chapelle le capitaine-lieutenant impérial Joachim Friedrich de la famille Bilicer de Prudnik. 
Le 25 mars 1992, le pape Jean-Paul II, par la bulle Totus Tuus Poloniae populus, a élevé l’église au rang de cathédrale, et le 2 juin 1997 il l’a visitée. 
Le 10 avril 2011 fut inaugurée dans le vestibule de l’église une plaque commémorant les victimes de l’accident de l’avion présidentiel polonais à Smoleńsk. La plaque porte la liste des victimes et cette inscription : « Pan prezydent za życia i po śmierci był przez jednych ludzi poniżany i wyszydzany, ale dla wielu rodaków był nadzieją na odbudowę niepodległej i sprawiedliwej Polski ». 
Le 5 novembre 2014, dans la crypte de la cathédrale fut enterré le prêtre, docteur habilité Władysław Bochnak (1934-2014), curé de la paroisse pendant plusieurs années, et le 11 mars 2017, on a enterré le premier évêque de Legnica Tadeusz Rybak,.

## Galerie

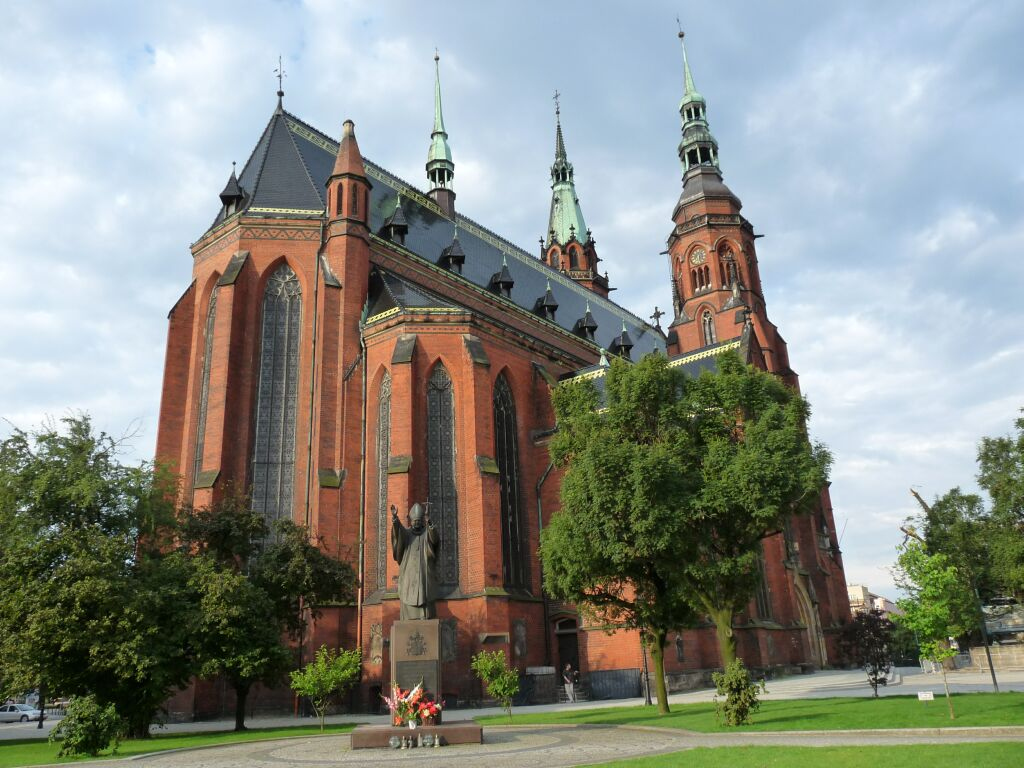
Vue de la place Powstańców Wielkopolskich, avec la statue de Jean-Paul II au premier plan.
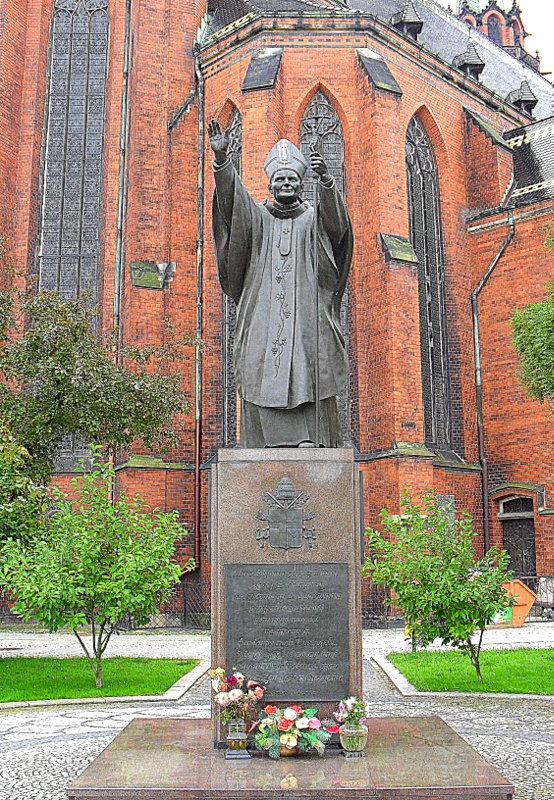
La statue du pape Jean-Paul II.
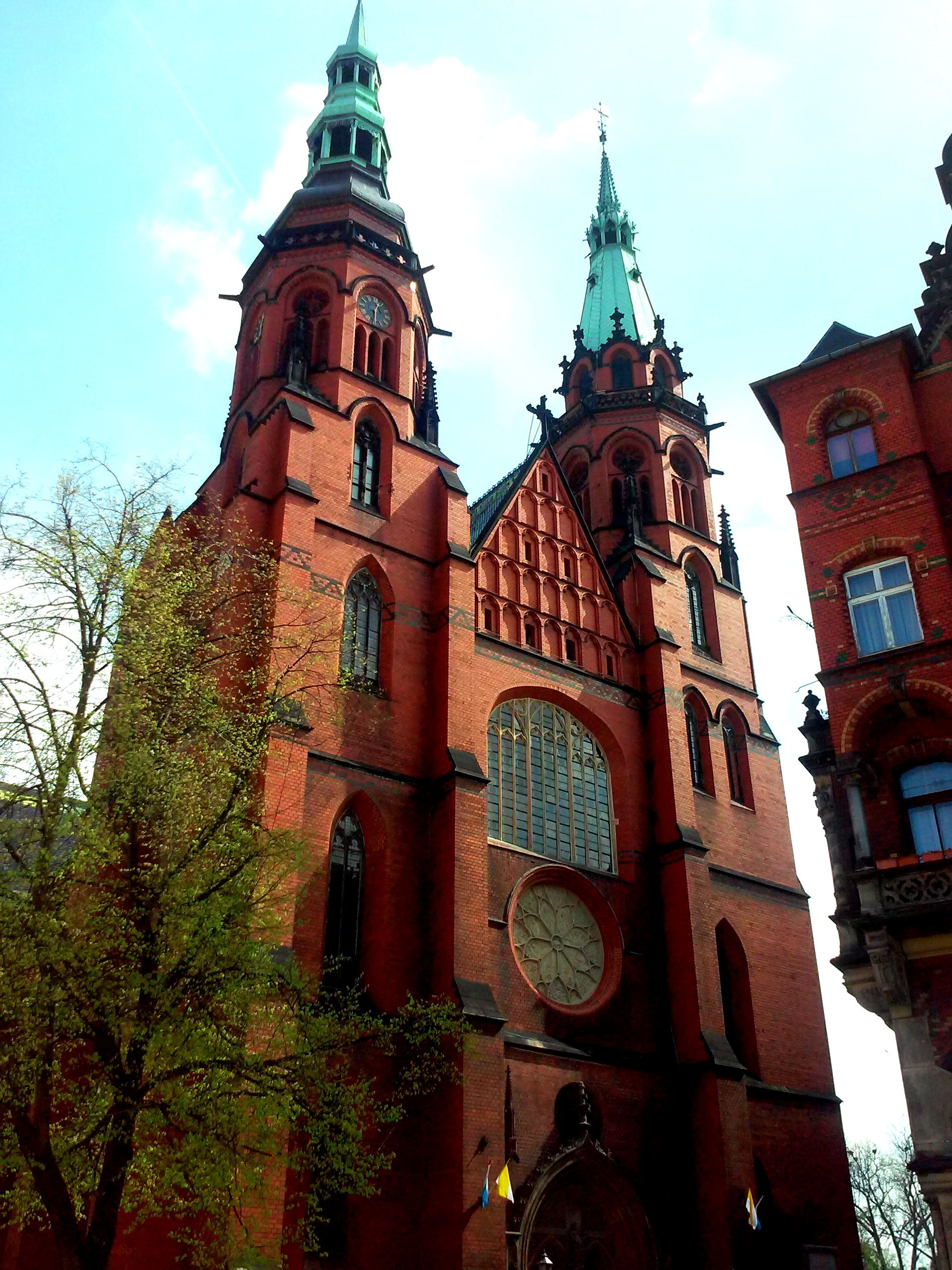
Les tours de la cathédrale.
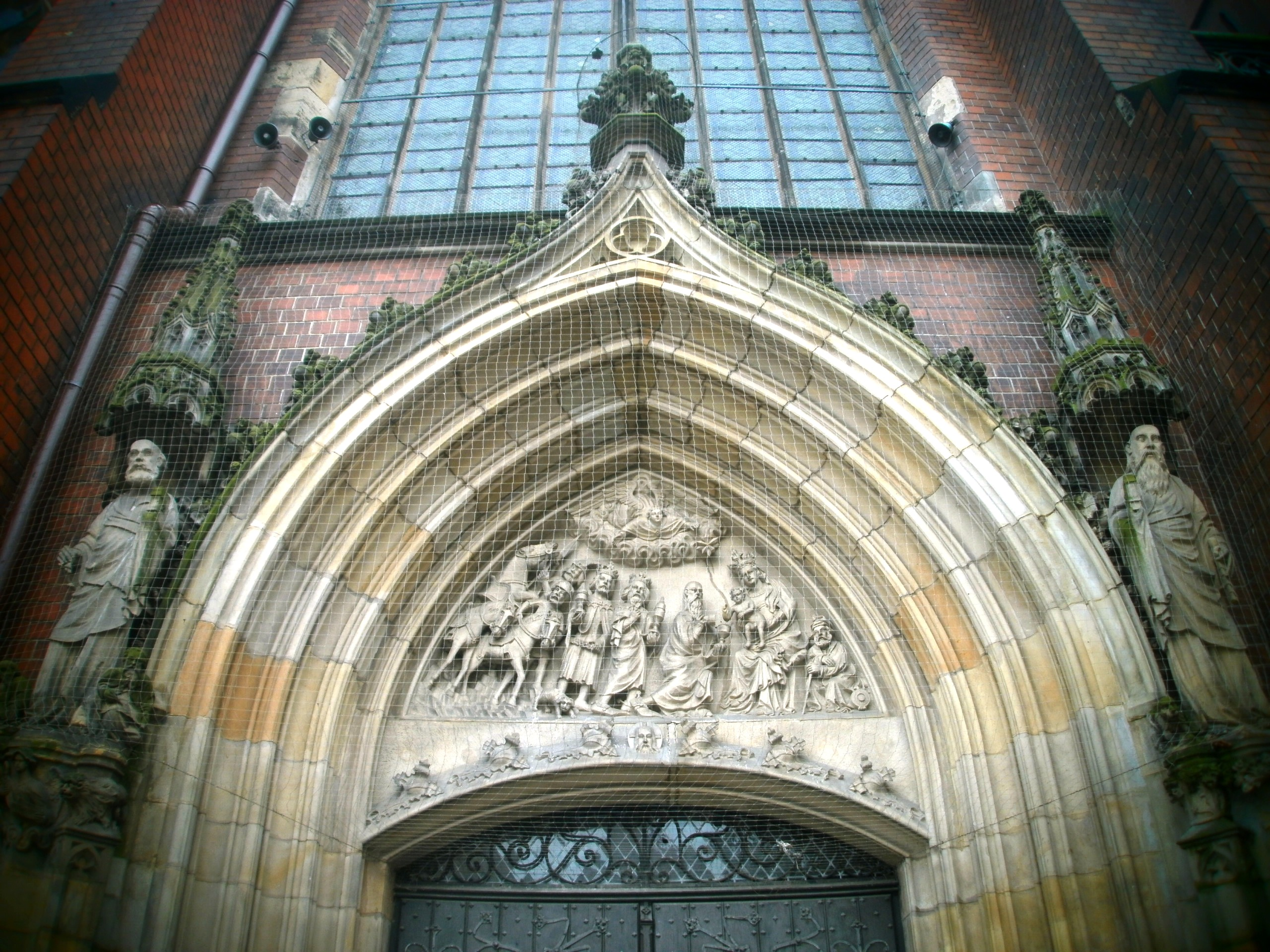
Le portail nord - la scène de l’Adoration des Rois mages.
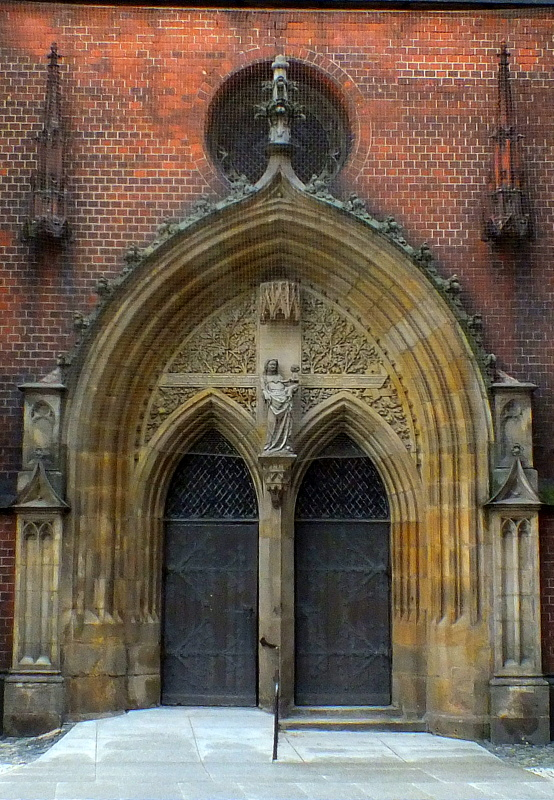
Le portail ouest.
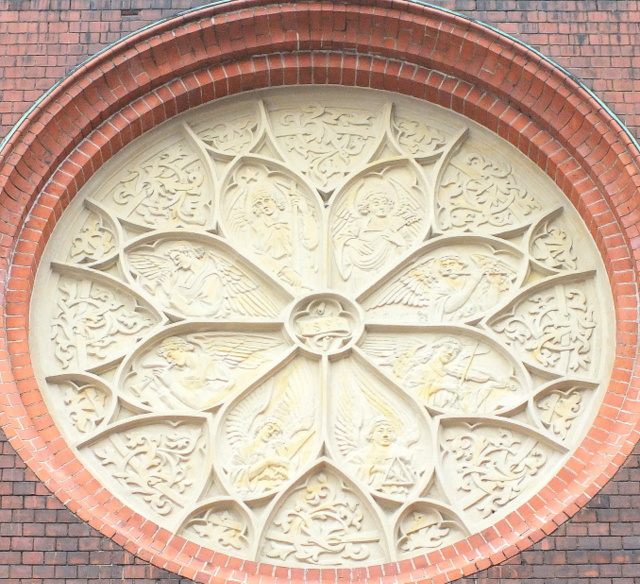
La rosace au-dessus du portail ouest.
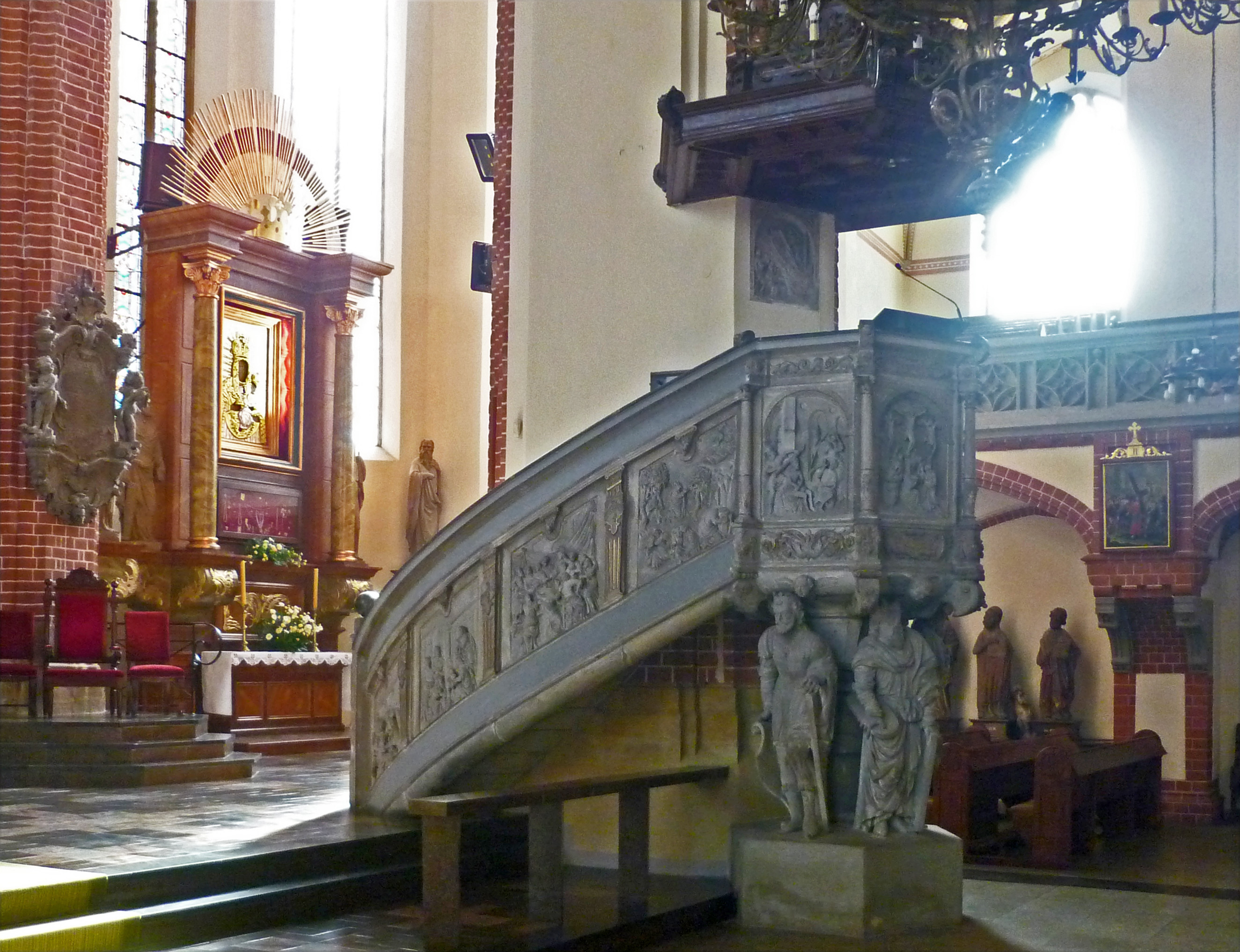
La chaire Renaissance d’entre 1586 et 1588.
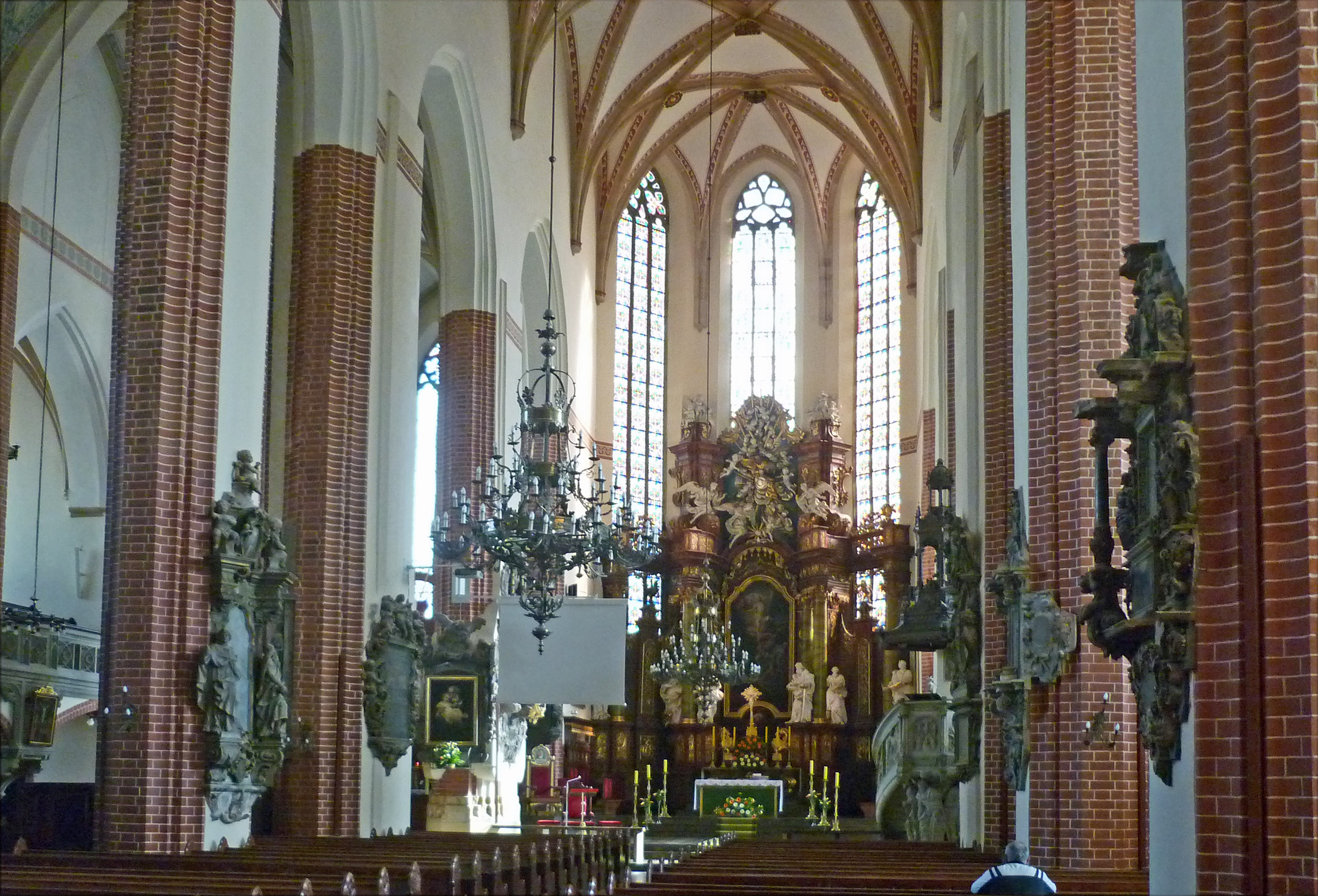
L’autel baroque.
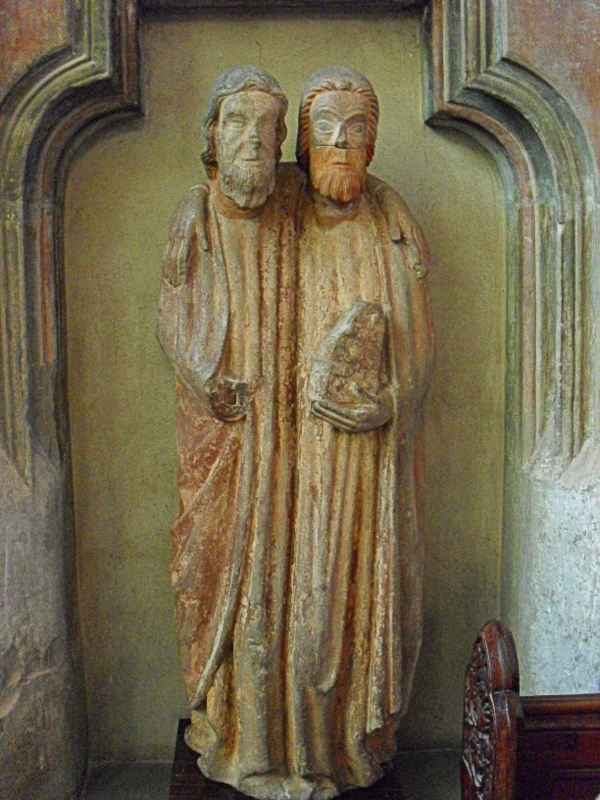
Les patrons du diocèse : les saints Pierre et Paul.
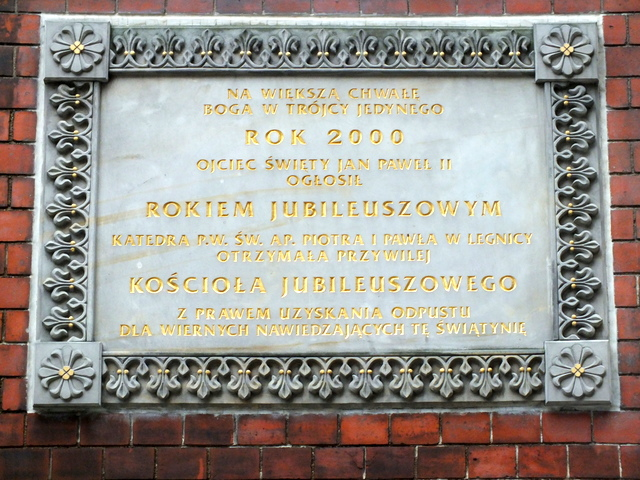
La plaque commémorant le Jubilé de l'an 2000.